# Арброт (футбольний клуб)
«Арброт» (шотл. Arbroath) — професійний шотландський футбольний клуб з міста Арброт. Виступає у шотландському Чемпіоншипі. Домашні матчі проводить на стадіоні «Гайфілд Парк», який вміщує 6 600 глядачів.

## Історія
Футбольний клуб «Арброт» було засновано в 1878 році. Принциповим суперником команди вважається клуб «Монтроз». У вищому дивізіоні шотландського футболу «Арброт» провів в цілому 9 сезонів, першим з яких був сезон 1935-36, а останнім 1974-75. Найкращий результат клубу в чемпіонатах Шотландії, 11-е місця в сезонах 1935-36 і 1937-38. Найкращий результат клубу в Кубку Шотландії — вихід у півфінал в сезоні 1946-47. Клуб є автором рекордної перемоги в історії професійного футболу. 12 вересня 1885 року в першому раунді Кубка Шотландії ними був обіграний клуб «Бон Акорд» з рахунком 36-0, і донині цей результат є найбільшим з зафіксованих в офіційних матчах професійних клубів. В тому матчі лідер нападу «Арброт» Джокі Петрі забив 13 м'ячів, і цей результат є рекордним для професійного британського футболу. Примітно, що в той же день був зафіксований і в другий найбільший результат в історії професійного футболу. Так само в матчі Кубка Шотландії «Данді Харп» розгромив «Абердин Роверз» з рахунком 35-0.